# 깁슨 레스폴 더블컷

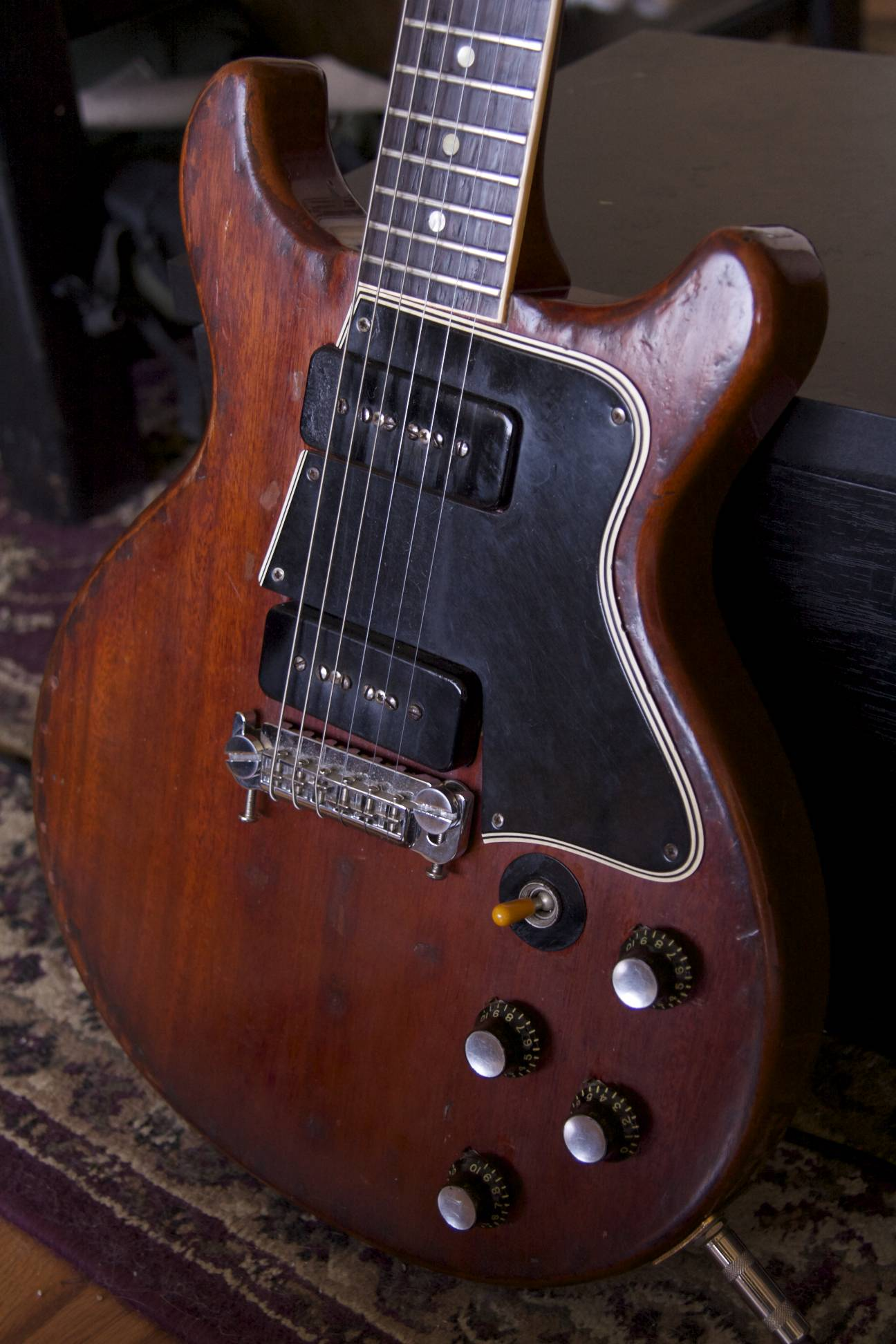
1960 SG 스페셜
레스 폴 협력 중단으로 인해 1959년 후반에 "레스 폴 스페셜 더블컷"에서 이름이 변경되었다.

깁슨 레스 폴 더블컷(Gibson Les Paul Doublecut)은 깁슨 레스폴 일렉트릭 기타의 더블 컷어웨이 버전이다.

## 모델
깁슨 커스텀 샵/히스토릭 모델을 제외하고, 현재 레스 폴 더블컷 모델은 네 가지 유형이 있다.
- 레스 폴 스튜디오,

스탠더드 & 프로 더블컷|레스 폴 더블컷 프로
- 레스 폴 페이디드 더블컷
- 레스 폴 스탠더드 더블컷 플러스
- 레스 폴 DC AA 탑

커스텀 샵 모델
- 레스 폴 더블컷 롱혼

히스토릭 모델 포함
- 레스 폴 스페셜 더블컷 (1958-1959, ...) / SG 스페셜 (1959-1961)[1]
  - 1960 레스 폴 스페셜 더블 컷어웨이 VOS (재발행)
  - 커스텀 1960 레스 폴 스페셜 더블 컷어웨이 (재발행)
- 레스 폴 주니어 더블컷 (1958-1961, ...)[2]
  - 1958 레스 폴 주니어 더블 컷어웨이 VOS (재발행)

### 레스 폴 주니어 더블컷

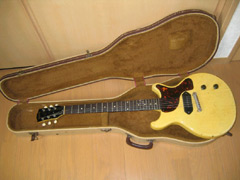
1959 깁슨 레스 폴 주니어 (TV 옐로우)

초기 레스 폴 더블컷 중 하나는 1958년에 출시된 레스 폴 주니어 더블컷이다. 싱글컷 버전의 LP 주니어와 마찬가지로, "도그 이어드" P-90 싱글 코일 픽업 하나가 장착되어 있다. 이 레스 폴 더블컷은 현재 "1958 주니어 더블컷"이라는 이름으로 깁슨 커스텀 샵/히스토릭 리이슈 모델로만 구매할 수 있다. 주니어는 싱글컷과 더블컷 형태로, 원래 깁슨의 "학생" 모델이었다. 레스 폴 주니어의 초기 가격은 원래 49.50달러였다.

### 레스 폴 스페셜 더블컷
가장 저렴한 레스 폴 기타 중 하나이기도 하다. 깁슨은 이후 2009년 라인업을 위해 레스 폴 스페셜 더블컷을 포함한 페이디드 라인 대부분을 중단하기로 결정한 것으로 보인다.
이 기타의 훨씬 비싸고 역사적으로 정확한 버전인 1960 레스 폴 스페셜은 커스텀 샵/히스토릭 리이슈 모델로 구매할 수 있다.
1960년 이후 오랫동안 깁슨에서 레스 폴 더블컷 기타는 생산되지 않았으며, 깁슨이 다시 더블컷 레스 폴을 만들기 시작했을 때, 원래의 레스 폴 스페셜 플랫탑(조각된 메이플 캡 없음) 디자인을 충실히 따르고 험버커 픽업이 아닌 P-90 픽업이 장착된 재발행 모델이었다. 그동안 1970년대에 미국 소규모 부티크 기타 제작사인 헤이머는 당시 생산이 중단된 깁슨 디자인과 매우 유사한 플랫탑 및 아치탑 더블컷어웨이 기타를 만들기 시작했다. 이러한 헤이머 버전의 더블컷어웨이 레스 폴은 록 밴드 칩 트릭 등의 멤버들이 사용하면서 널리 알려졌다.

### 레스 폴 페이디드 더블컷
페이디드 더블컷은 레스 폴 스페셜 더블컷에서 유래했는데, 이는 1958년부터 1960년까지 처음 생산된 P-90 픽업이 장착된 올 마호가니 플랫탑 기타이다. "페이디드" 모델은 니트로셀룰로스 마감이 오리지널 빈티지 모델이나 커스텀 샵 더블컷 레스 폴처럼 두껍고 광택이 나지 않아 그렇게 불린다. 이러한 마감 스타일은 연주에 의해 쉽게 마모되어 많은 모델이 공장에서 "렐릭 처리"된 것처럼 보이지만, 마모는 실제이다. 바디는 여러 조각의 마호가니(보통 네 조각)로 구성되어 있으며 긱백(하드 케이스와는 다름)과 함께 판매된다.
더블컷 디자인
더블컷은 한 가지 중요한 디자인 변경이 있었다. 오리지널 모델은 넥 픽업이 넥/바디 접합부에 더 가깝게 장착되어 넥 접합부가 약해지는 문제가 있었다. 이는 넥 픽업을 바디 안쪽으로 더 이동시켜 변경되었다.
다른 페이디드 마감 모델
"페이디드 더블컷"은 (적어도 2007년 현재) SG, 레스 폴(험버커가 장착된 싱글컷), 플라잉 V를 포함하는 일련의 "페이디드" 모델 중 하나이다. 이러한 모델은 모두 미국에서 제조된다.

### 레스 폴 스탠더드 & 프로 더블컷

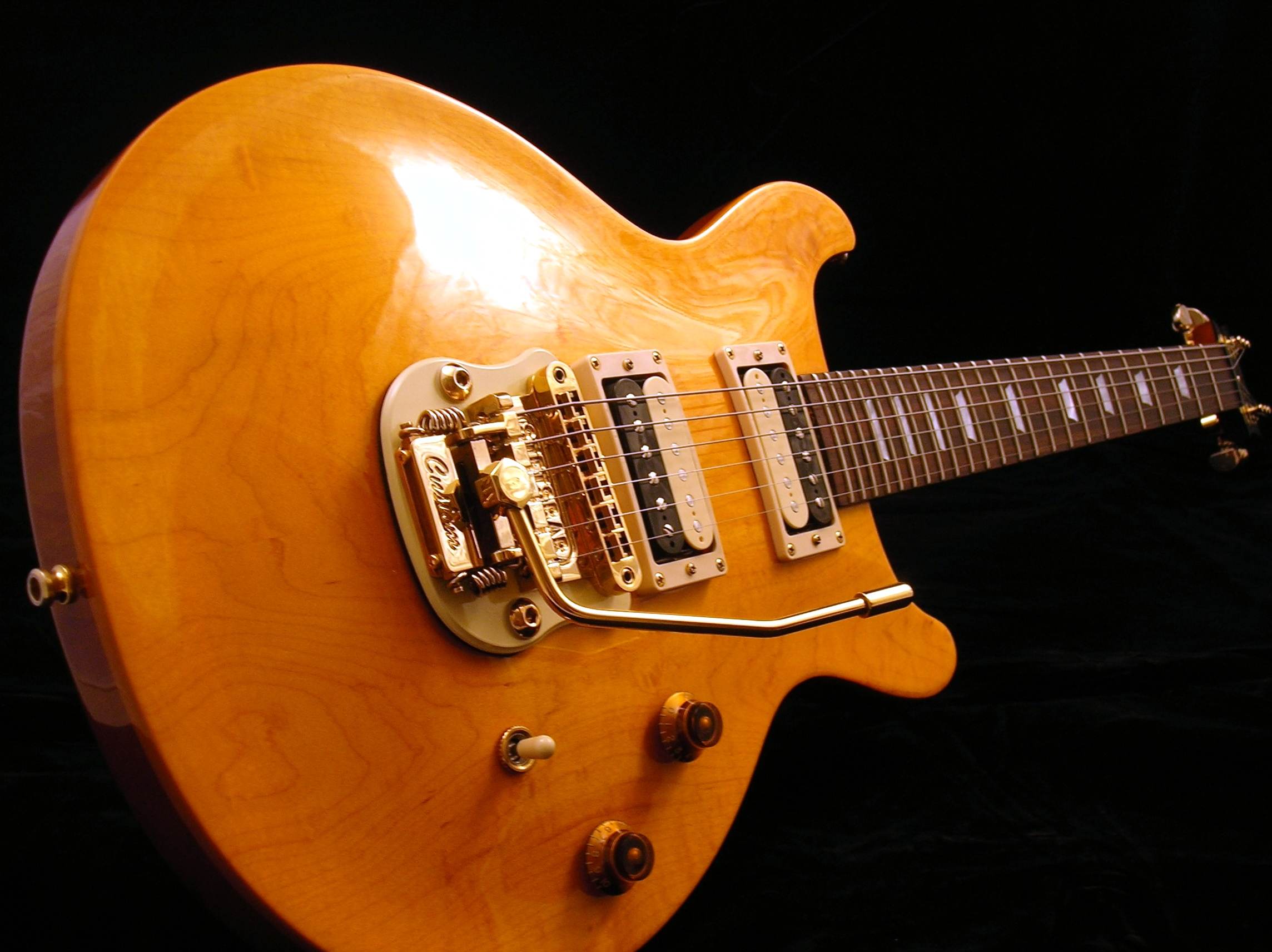
깁슨 레스 폴 DC (스테츠바 장착)

더블컷 LP의 레스 폴 스탠더드 및 프로 모델은 험버커 픽업이 장착된 아치탑 레스 폴을 기반으로 하는 새로운 개념으로, 헤이머 디자인과 유사하다. 프로 모델은 22 프렛, 스탠더드 모델은 24 프렛이다. 스탠더드 "플러스"는 골드 하드웨어를 갖추고 있다. 다른 2 픽업 싱글컷 레스 폴과 달리, 이 깁슨 더블컷 버전은 마스터 볼륨과 마스터 톤 컨트롤 하나씩만 있다(2 픽업 싱글컷 레스 폴은 각 픽업당 두 세트의 톤 및 볼륨 컨트롤이 있다). 많은 사람들은 이러한 새로운 아치탑 더블컷 레스 폴이 깁슨의 경쟁사인 폴 리드 스미스(PRS)의 하이엔드 기타에 대응하여 개발되었다고 믿는데, PRS 기타는 대부분 더블컷 디자인과 마스터 톤 및 볼륨 컨트롤을 특징으로 하며, 그 생산량은 결국 소규모 공방(헤이머처럼 유지됨)에서 깁슨과 경쟁하는 조립 라인 생산으로 바뀌었다. 이러한 의견은 깁슨의 아치탑 더블컷 레스 폴 중 첫 번째 모델인 현재 단종된 레스 폴 스튜디오 더블컷(1990년대 후반 생산)이 깁슨의 더 일반적인 22 프렛과 달리 24 프렛을 가지고 있었다는 사실에 의해 더욱 뒷받침된다. 24 프렛 넥은 일부 PRS 기타에 특징이며, 넥 하이 엔드에서 자주 솔로 연주를 하는 헤비 메탈 연주자들에게 더 인기가 있다.

## 주요 사용자
- 빌리 조 암스트롱은 그린 데이 앨범 Uno Dos Tre! 출시와 함께 시그니처 버전을 사용하고 출시했다.
- 영국 밴드 뮤즈의 기타리스트인 매슈 벨러미는 커스텀 Manson 기타를 사용하기 시작하기 전에 레스 폴 더블컷 라이트를 사용했다.
- 알라나 하임은 밴드와 함께 많은 녹음, 라이브 공연, 사진 촬영 및 뮤직 비디오에서 깁슨 레스 폴 클래식 골드탑 더블 컷어웨이를 사용한다.
- 롤링 스톤스의 키스 리처즈는 1957년 깁슨 레스 폴 더블컷 TV 모델 옐로우를 연주한다. 이 기타는 "Midnight Rambler"에서 항상 카포를 7프렛에 끼우고 스탠더드 튜닝으로 연주한다.
- 조니 선더스는 1950년대 후반 더블 컷어웨이 레스 폴 주니어를 연주했다.
- 플리트우드 맥의 밥 웰치는 검은색 깁슨 레스 폴 더블컷을 사용했다.
- 더 웨일러스의 피터 토시
- 더 폴 오브 트로이의 토마스 에락
- 푸가지의 가이 피치오토
- 그린 데이의 제이슨 화이트는 무대에서 주로 레스 폴을 사용한다.
- 선 볼트의 제이 패럴은 브릿지 위치에 미니 험버커가 장착된 레스 폴 스페셜 더블컷을 연주한다.
- 엑스 헥스의 메리 티모니는 거의 전적으로 커스텀 미러드 픽가드가 장착된 더블컷을 연주한다.
- 캣피시 앤 더 보틀맨의 조니 본드는 레스 폴 스페셜 더블컷을 연주한다.
- 포거트의 로드 프라이스는 슬라이드 기타를 위해 50년대 PAF 픽업이 장착된 광범위하게 개조된 50년대 레스 폴 스페셜 더블컷을 사용했으며, 보통 오픈 E 튜닝으로 튜닝되었다.
- 릭 비아토는 자신과 이름이 같은 시그니처 깁슨 레스 폴 스페셜 더블컷을 가지고 있다.

## 같이 보기
- 깁슨 멜로디 메이커 (1959-1971) – 레스 폴 주니어와 유사하지만 더 얇은 바디의 엔트리 레벨 기타 모델.
- 깁슨 스피릿 (1972-1985) – 레스 폴 주니어 DC와 유사하지만 20프렛에 컷어웨이가 있는 기타 모델.